# Surviving Sid
Surviving Sid (engl. doppeldeutig: Überlebender Sid bzw. Sid überleben) ist ein US-amerikanischer animierter Kurzfilm der Produktionsfirma Blue Sky, welcher 2008 erschien. In der Hauptrolle ist das Faultier Sid zu sehen. Der Film handelt von einem Campingausflug mit Sid und zahlreichen Jungtieren, in dessen Folge der Grand Canyon entsteht. 

## Handlung
Für einen Campingausflug des Erdferkelmädchens Cindy, einem Igel-, einem Biber- sowie einem Glyptodonjungen gehen die Tiere zum Faultier Sid, der aus einem Bienenstock versucht, Honig raus zu holen und stattdessen von den eingenisteten Bienen daraufhin gejagt wird. Daraufhin geht er mit den Tieren auf Wanderung und zeigt sich nach anfänglicher Freude trotz tollpatschiger Strapazen nach einem Marsch von 3:45 Stunden als einziger glücklich. Er führt sie zu einem Campingplatz, an dem überall sein Gesicht aufgemalt ist und geht dabei den Mitwanderern auf die Nerven, als er plötzlich merkwürdig reagiert und umfällt. Daraufhin gehen sie angeln. Der tollpatschige Sid geht, als der Igel ein Fisch gefangen hat, an die Angel, sodass das gefangene Tier zurück ins Wasser fällt. Daher versucht er, diesen wieder zu kriegen und landet dabei im Maul eines größeren Fischs.
Als sie nun in der Nacht zu Abend essen wollen, kann Sid den Jungen lediglich Pilze am Spieß anbieten. Als sie sich weigern, diese zu essen, entschließt sich Sid den Jungen eine Geistergeschichte zu erzählen. Dabei wird den Tieren durch eine außergewöhnliche Schattenbildung Angst eingejagt, sodass diese wegrennen. Kurz darauf sieht Sid diesen auch und läuft ebenfalls davon, als aus einem Gebüsch das Hörnchen Scrat auftaucht, welches seine Nuss verschluckt hat. Er spuckt sie aus und sofort wird ihm diese von einer Kröte gestohlen.
Am nächsten Morgen wacht Sid neben den noch immer beängstigten Tierjungen auf. Sie beschuldigen Sid für ihre Angst und meinen, der Schatten stammte von ihm. Er jedoch meint, dies sei lächerlich und er würde keiner Pflanze was zu Leide tun. Allerdings reist er dabei eine Blume aus, was zur Folge hat, dass ein Baum entwurzelt wird und dieser einen Hang herunterrutscht. Durch eine Kettenreaktion stürzt daraufhin ein riesiger Eisberg herunter, sodass der Grand Canyon entsteht. Sid sagt den wütenden Kindern, dass man dies Erderwärmung nennt. Allerdings fesseln diese ihn und laufen glücklich und singend durch die Schlucht.
20.000 Jahre später fragt ein Biberjunge seinen Vater am ehemaligen Campingplatz, wer die Grand Canyons gemacht habe. Dieser antwortet, dies habe die Natur oder eine unendliche Weisheit gemacht.

## Hintergründe
Surviving Sid zählt zu den Spin Offs der Filmreihe Ice Age. Der Film erschien 2008 als Bonusmaterial zu Horton hört ein Hu! auf DVD und Blu-Ray. 
Der Film ist als Bonus auch auf der Bluray von Ice Age 3 enthalten.